# Pulmonaria
Pulmonaria L. è un genere di piante della famiglia Boraginaceae, comprendente piante perenni con rizoma strisciante e fusto semplice.

## Etimologia
Il nome del genere deriva dal latino pulmo (polmone). Secondo la dottrina delle segnature, l'aspetto chiazzato delle foglie di P. officinalis ricorda quello di un polmone malato, e pertanto ne era consigliato l'uso per il trattamento delle affezioni respiratorie. Il riferimento ai polmoni è presente anche nel nome comune della pianta in molte lingue, come l'inglese "lungwort", il tedesco "lungenkraut", il francese "herbe aux poumons".

## Descrizione
I fiori pentameri, caratterizzati da una evidente eterostilia, sono portati in cime terminali bratteate. I calici, angolosi, sono divisi fino a circa la metà della loro lunghezza. Le corolle di colore rosso, blu o violetto sono infundibuliformi senza scaglie o invaginazioni, portano nella gola cinque ciuffi di peli riuniti a formare un anello. Gli stami sono inclusi, inseriti nella gola o nella parte mediana del tubo. Lo stilo è incluso; stimma capitato o a volte bifido.
Le nucule ovoidi sono erette, lisce, pelose, a volte glabrescenti, ristrette alla base sopra un distinto cercine.
Nelle flore più moderne, la variabilità entro il genere è attribuita a ibridazione fra tre o quattro "specie base", ma questo è improbabile per due ragioni (TUTIN et alii, 1976):
- ciò non va d'accordo con il conteggio dei cromosomi che è stato fatto
- in questo genere gli ibridi tra specie con differente numero cromosomico sono sempre sterili

Importanti caratteri da prendere in considerazione nella determinazione delle varie specie sono:
- le rosette fogliari con sviluppo durante la fioritura e fruttificazione (foglie estive)
- il grado con cui le foglie sono macchiate
- l'effetto dell'eterostilia sulla grandezza del fiore e inserzione degli stami che nella forma longistila sono inseriti alla base del tubo con le antere che ne raggiungono la metà e lo stilo che affiora alla fauce, mentre nella forma brevistila sono inseriti verso la metà del tubo con le antere che ne raggiungono la sommità e con lo stilo del tutto incluso
- l'interno del tubo corollino, che può essere glabro o peloso sotto i ciuffi di peli.

Altro importantissimo carattere, il cui accurato studio riesce a condurre a determinazioni sicure, è la pelosità. Questo carattere deve essere attentamente studiato al binoculare o al microscopio a basso ingrandimento, in sezioni sottili. L'osservazione va condotta a 5-10mm lateralmente alla nervatura centrale della pagina superiore delle foglie estive. Si possono così osservare degli organelli così distinti:
- aculeoli: inferiori a 0.1 mm pur essendo alti 1-2.5 volte la loro massima larghezza basale
- peli: lunghi 0.3-0.5(0.6) mm, con la base più larga e via via assottigliantesi verso l'apice, abbastanza molli
- setole: lunghe da almeno 0.6 mm a 1.5(2) mm, diritte con la punta più o meno allungata e più o meno arcuata, robuste e pungenti al tatto
- ghiandole, o anche peli ghiandolari: sono presenti in quasi tutte le specie almeno come microghiandole con lunghezza massima non maggiore di 0.3-0.4 mm; alcune specie sono fornite di peli ghiandolari di 0.6-2.0mm sulle foglie che rappresentano un carattere diagnostico importante (es. P. australis); altre specie possono presentare pelosità di questa natura sugli assi fioriferi.

## Distribuzione e habitat
Il genere è diffuso nelle regioni temperate dell'Europa e dell'Asia. In Italia sono presenti le seguenti specie: Pulmonaria australis, Pulmonaria hirta (sin. P. apennina, P. vallarse), Pulmonaria officinalis e Pulmonaria stiriaca.
Si possono trovare in suoli profondi ricchi di humus, di solito in ombra anche se alcune specie (es. P. angustifolia) si trovano in luoghi assolati.

## Tassonomia
Il genere comprende le seguenti specie:
- Pulmonaria affinis Jord.
- Pulmonaria angustifolia L.
- Pulmonaria australis (Murr) W.Sauer
- Pulmonaria carnica W.Sauer
- Pulmonaria cesatiana (Fenzl & Friedr.) Selvi, Bigazzi, Hilger & Papini
- Pulmonaria collina W.Sauer
- Pulmonaria × digenea A.Kern.
- Pulmonaria × heinrichii Sabr.
- Pulmonaria helvetica Bolliger
- Pulmonaria hirta L.
- Pulmonaria × hybrida A.Kern.
- Pulmonaria × intermedia Palla
- Pulmonaria kerneri Wettst.
- Pulmonaria × landoziana Péterfi
- Pulmonaria longifolia (Bastard) Boreau
- Pulmonaria mollis Wulfen ex Hornem.
- Pulmonaria montana Lej.
- Pulmonaria × norica Teyber
- Pulmonaria × notha A.Kern.
- Pulmonaria obscura  Dumort.
- Pulmonaria officinalis  L.
- Pulmonaria × ovalis  Bastard
- Pulmonaria rubra  Schott
- Pulmonaria saccharata  Mill.
- Pulmonaria stiriaca  A.Kern.
- Pulmonaria visianii  Degen & Lengyel